# Сфагнум Онгстрёма
Сфагнум Онгстрёма, или Сфагнум Онгстрема (лат. Sphagnum aongstroemii)  — вид рода Сфагнум (Sphagnum) семейства Сфагновые (Sphagnaceae).

## Описание
Двудомный листостебельный мох высотой до 30 см. Стебель толстый, с  3—5-слойным гиалодермисом, желтовато-зелёного цвета. Стеблевые листья языковидной формы, 1—1,4 мм шириной и 0,6—0,8 мм длиной. Ветви собраны по 5 в пучке. Веточные листья длиной 1,7—2 мм и шириной 1 мм, яйцевидно-ланцетные.
Обитает на обводненных переходных болотах, окраинах верховых болот, прибрежных валунах и расщелинах влажных скал в горных тундрах, в надпочвенном покрове сырых и заболоченных лесов.

## Ареал
В России встречается в европейской части, Сибири, на Дальнем Востоке. За рубежом обитает в Северной Европе, полуострове Корея, Японии,
Северной Европе.

## Охранный статус
Занесён в Красные книги Ленинградской области, Вологодской области, Бурятии. Обитает на территориях ряда особо охраняемых природных территорий России.